# Kurt Walldén

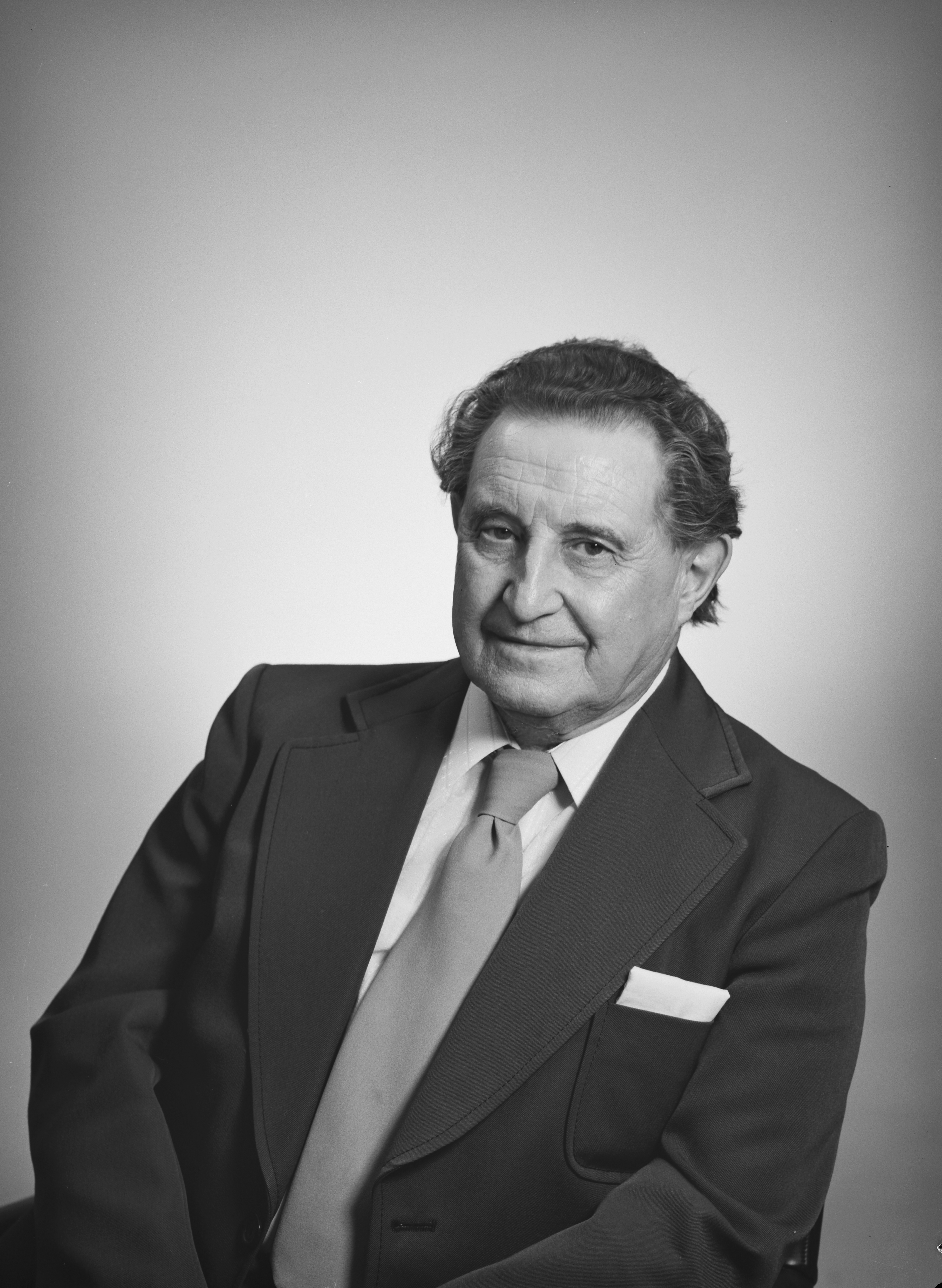
Kurt Walldén.

Kurt Woldemar Walldén, född 18 oktober 1906 i Helsingfors, död där 14 maj 1979, var en finländsk jurist och pianist.
Walldén, som var son till försäkringsdirektör Evert Woldemar Walldén och Elin (Ella) Mathilda Bergström, blev student 1924, avlade högre rättsexamen 1929 och blev vicehäradshövding 1932. Han studerade pianospel i Finland för Fanny Flodin-Gustavson och Elli Rängman-Björlin samt i Paris 1931, 1936 och 1949–1953. Han var biträdande aktuarie vid rådstuvurättens och magistratens i Helsingfors gemensamma arkiv 1930, blev e.o. justitierådman 1936, yngre justitierådman 1945, äldre justitierådman från 1946 och häradshövding i Lojo domsaga 1966.
Walldén undervisade privat i pianospel från 1930, var tillförordnad lärare i pianospel vid Sibelius-Akademin i olika repriser och vid konservatoriet i Jyväskylä 1958–1964. Han var styrelsemedlem i Sibelius-Akademien, Finlands solistförening och Suomen Musiikkikirjastoseura, viceordförande i föreningen Forum artis och president för Nordiskt råd för utövande tonkonstnärer 1958–1959. Han höll konserter som pianist från 1929 i Helsingfors och andra orter i Finland, var solist vid symfonikonserter samt uppträdde i radio i Sverige, Danmark, Estland, Lettland och Paris.

### Uppslagsverk
- Walldén, Kurt Woldemar i Vem och vad 1967